# イモデスティ・ブレーズ
イモデスティ・ブレーズ（英語: Immodesty Blaize、1978年 - ）は、イギリスのバーレスクパフォーマーである。2007年6月にラスヴェガスのバーレスク・ホール・オヴ・フェイム（旧称：ミス・エキゾティック・ワールド）でタイトルを獲得している。芸名はイギリスのコミックのキャラクター、モデスティ・ブレーズにちなむものである。

## キャリア
1978年にイングランド、ハートフォードシャーのヒッチンでケリー・フレッチャーとして生まれる。クロアチア、ロシア、アイルランドの血を引いている。「1962年の『ジプシー』などの映画や、グレース・ジョーンズのようにグラマラスで強い女性像」に惹かれていた。
イモデスティは1990年代半ばからロンドンでバーレスクパフォーマンスを始めた。当初、日中は映画業界で働いており、そのかたわらショーを実施していた。イモデスティは当時のバーレスクパフォーマンスについて、「本当に空白地帯で働いていたんです。ほとんどの人はバーレスクがどういうものだか知らなくて、ストリングフェロウズのナイトクラブで働いているような昔ながらのストリッパーではないということを他の人にわかってもらうのは大変でした」と語っている。イモデスティは最初はブリック・レーンのパフォーマンスアートナイトのようなアンダーグラウンドシーンでショーをやっており、その後ニュー・バーレスクの立役者の一人として広く認められるようになった。ファッションやセレブリティ、アート関連のイベントでフルタイムでパフォーマンスするため、イモデスティは映画の仕事を辞めることにした。
2009年にイモデスティはEMIと契約した。長編ドキュメンタリーBurlesque Undressedをプロデュースし、本作は30カ国以上の映画館で公開されている。ヨーロッパや北アメリカ、極東地域まで世界中の会場でライヴのショーも行っている。ゴールドフラップ、マーク・アーモンド、ジェームズ・ブラウン、ロキシー・ミュージック、バリー・アダムソン、ニック・ケイヴなどのミュージシャンとも一緒にパフォーマンスしている。2002年にゴールドフラップのライヴ及び「トレイン」のミュージックビデオに出演したことは、バーレスクをイギリスのメインストリームに届けるきっかけとなった。2005年にウエスト・エンドの劇場で初めて5ヶ月間にわたるバーレスクショーを行い、2006年には歴史あるウィンドミル・シアターでバーレスクを復活させた。2007年にはラスヴェガスのバーレスク・ホール・オヴ・フェイムでバーレスクの女王(Reigning Queen of Burlesque)のタイトルを獲得した。2007年にはアスコット競馬場で特別パフォーマーとしてショーを行った。2008年にはディベート協会であるオックスフォード・ユニオンに招かれた最初のショーガールとなり、アメリカ合衆国下院議員であるボブ・バー及びマクナリー卿とともにイベントに参加した。BBCのWoman's HourやBBCワールドサービスなどのテレビやラジオの番組、BFIサウスバンクやヘイ・フェスティバルなどでもトークショーゲストとして参加している。

## 著作
イモデスティは小説を2冊刊行している。
- Blaize, Immodesty (May 2009). Tease: the Secrets of a Showgirl. London: Ebury Press. ISBN 978-0-09-193001-1
- Blaize, Immodesty (June 2010). Ambition. London: Ebury Press. ISBN 978-0-09-193004-2[10]